# Киевский Ёган
Ки́евский Ёган (нар. южносельк. Ки́евӷэл кыге́) — река в России, в Александровском районе Томской области, правый приток Оби, впадает в протоку Киевская. Начинается между урочищами Высокий Материк и Ларьёганские Острова.
Длина — 339 км, площадь бассейна — 4140 км². Крайне извилиста, протекает по болотистой местности, в низовьях — много озёр. Питание снеговое и дождевое.
Населённых пунктов на реке нет.

## Данные водного реестра
По данным государственного водного реестра России относится к Верхнеобскому бассейновому округу, водохозяйственный участок реки — Обь от впадения р. Васюган до впадения реки Вах, речной подбассейн реки — Обь на участке от Васюгана до Ваха. Речной бассейн реки — (Верхняя) Обь до впадения Иртыша.